# 下河原駅
下河原駅（しもがわらえき）は、かつて東京都府中市南町にあった日本国有鉄道（国鉄）武蔵野線貨物支線（通称：下河原線）の貨物駅（廃駅）である。

## 歴史
当駅は、多摩川で採取した砂利を国鉄中央本線国分寺駅へ運搬するために設置された貨物専用駅であった。当駅開業以前には、東京砂利鉄道が国分寺駅 - 下河原間に砂利鉄道を敷設しており、その後、陸軍工兵隊が東京砂利鉄道を軍用鉄道として使用していた。
1959年（昭和34年）に多摩川の砂利採取は終了したが、河原にあった石材業者がコンクリート製品を製造しており砂利の受取駅となっていた。

### 年表
- 1910年（明治43年）：東京砂利鉄道により国分寺駅 - 下河原間の砂利鉄道を敷設[1]。
- 1920年（大正9年）5月26日：東京砂利鉄道を買収・国有化。中央本線貨物支線の貨物専用駅として開業[3]。なお、この時の駅名読みは「しもかわら」であった[4]。
- 1921年（大正10年）12月1日：廃止[4][5]。
- 1952年（昭和27年）7月1日：再開業。この時の駅名の読みは「しもがわら」[4]。
- 1959年（昭和34年）：多摩川の砂利採取終了[2]
- 1973年（昭和48年）4月1日：武蔵野線貨物支線の駅となる[4]。
- 1976年（昭和51年）9月20日：武蔵野線貨物支線廃止に伴い廃止[4]。

## 駅構造
当駅の構造は不明であるが、当駅よりスイッチバックし多摩川堤防付近の砂利積み込み場まで至る引き込み線、および多摩川堤防から多摩川河川敷の砂利採石場へ繋がるトロッコ線があった。砂利積み込み場には、砂利用のホッパーがあった。

## 輸送量
| 年度 | 発送貨物トン | 到着貨物トン |
| ---- | ------------ | ------------ |
| 1956 | 35,277       | 2,363        |
| 1960 | 12,756       | 3,716        |
| 1965 | 26,437       | 27,547       |
| 1970 | 28,947       | 29,064       |

- 東京都統計年鑑各年度版

## 駅周辺
開業当初の当駅周辺は田園地帯と集落があるのみだったが、徐々に宅地化され廃止時点では住宅街へと変わった。
- 東京都立多摩職業能力開発センター府中校（旧・府中技術専門校）
- 府中市立心身障害者福祉センター
- 下河原緑道
- 府中市郷土の森博物館
- 読売新聞東京本社府中支局・印刷工場
- 東京多摩郵便局（旧・郵便事業東京多摩支店）
- 中河原駅（京王電鉄京王線） - 当駅廃止時点では高架化された中河原駅を視認できた。なお、当駅と中河原駅は道一本で結ばれているが廃線跡ではない。
- 多摩川

## 廃止後の現状
当駅跡地は、東京都立多摩職業能力開発センター府中校（旧・府中技術専門校）、府中市立心身障害者福祉センターとなっている。

## 隣の駅
日本国有鉄道
武蔵野線貨物支線（下河原線）
北府中駅 - （貨）下河原駅